# Jean-Pierre Clavel
Pour les articles homonymes, voir Clavel.
Jean-Pierre Clavel, né le 4 août 1922 et mort le 31 août 1994 à Lausanne, est un bibliothécaire, directeur de la Bibliothèque cantonale et universitaire de Lausanne (BCU) et consultant vaudois.

## Biographie
Licencié ès sciences religieuses en 1947, ès lettres en 1952, il est assistant auprès du Französisches etymologisches Wörterbuch à Bâle en 1953, puis enseigne à Saint-Gall et au Collège classique à Lausanne jusqu'en 1958. Il est alors appelé à la direction de la Bibliothèque cantonale et universitaire de Lausanne.
Très bien informé sur les bibliothèques anglo-saxonnes, tôt démocratisées, soucieuses de simplicité dans l'accès à leurs ressources, Jean-Pierre Clavel opte pour une approche comparable dans le canton de Vaud. L'occasion lui en sera fournie avec le déménagement de l'Université sur le site de Dorigny et la construction de deux grandes bibliothèques de libre accès (1977-1982). Indispensable à cette partition de la Bibliothèque cantonale et universitaire en plusieurs sites, la normalisation du catalogage et l'automatisation (SIBIL) ont été mises en route dès la fin des années 1960. Dans la logique de ces choix décisifs, Jean-Pierre Clavel a encore œuvré pour la création de réseaux informatisés aux plans romand et national. Son action lui vaudra le titre de docteur honoris causa de l'Université de Lausanne en 1981 pour avoir « réorganisé complètement cette petite bibliothèque jusqu'à en faire un exemple de bibliothéconomie sur le plan européen, dotant ainsi le Canton de Vaud et l'Université d'un instrument de recherche de la plus haute qualité […] ». Il a également été fait chevalier de l'Ordre national du Mérite en 1987.
Président de l'Association des bibliothécaires suisses en 1969-1971, vice-président de l'IFLA (International Federation of Library Associations and Institutions = Fédération internationale des associations de bibliothécaires et d'institutions), Jean-Pierre Clavel fut aussi membre du comité de fondation de l'association LIBER (Ligue des bibliothèques européennes de recherche) créée en 1971 avec le soutien du Conseil de l'Europe, et son premier président. Ces fonctions le contraindront à renoncer à son mandat politique de député au Grand Conseil du canton de Vaud (1966-1972). Il sera aussi consultant à l'étranger pour la création de grandes bibliothèques, notamment en Iran, au Maroc, au Congo ou encore à Alexandrie pour le projet de l'UNESCO, la Bibliotheca Alexandrina.
Retraité en juin 1986, Jean-Pierre Clavel décède à Lausanne le 31 août 1994.

## Sources
- Fonds : Jean-Pierre Clavel (1473 - 1994) [3 mètres linéaires].  Cote : CH-000053-1 PP 534. Archives cantonales vaudoises (présentation en ligne).
- « Jean-Pierre Clavel », sur la base de données des personnalités vaudoises sur la plateforme « Patrinum » de la Bibliothèque cantonale et universitaire de Lausanne.
- Notum du canton de Vaud, p. 37
- Who's who in Swizerland, 1992-1993, p. 124
- Rapport annuel, Bibliothèque cantonale et universitaire, 1958-1986
- Herman Liebaers, « Un portrait » et « Jean-Pierre Clavel : bio-bibliographie », in Les bibliothèques tradition et mutation, Lausanne, 1987, p. 1-12
- Pierre Gavin, « Hommage à Monsieur Jean-Pierre Clavel », in LIBER, 1994, p. 444-445 [BCU/Doc. vaudoise/2009/08/bs]